# Ларихинское сельское поселение
Ларихинское се́льское поселе́ние — муниципальное образование в Ишимском районе Тюменской области Российской Федерации.
Административный центр — село Лариха.

## История
Статус и границы сельского поселения установлены Законом Тюменской области от 5 ноября 2004 года № 263 «Об установлении границ муниципальных образований Тюменской области и наделении их статусом муниципального района, городского округа и сельского поселения»

## Население
| 2010 | 2011 | 2012 | 2013 | 2014  | 2015 | 2016 |
| ---- | ---- | ---- | ---- | ----- | ---- | ---- |
| 963  | ↘961 | ↘955 | ↗968 | ↘955  | ↘935 | ↘911 |
| 2017 | 2018 | 2019 | 2020 | 2021  |      |      |
| ↗923 | ↘900 | ↘887 | ↘858 | ↗1016 |      |      |

## Состав сельского поселения
| № | Населённый пункт | Тип населённого пункта       | Население |
| - | ---------------- | ---------------------------- | --------- |
| 1 | Воронина         | деревня                      | 169       |
| 2 | Лариха           | село, административный центр | 739       |
| 3 | Рагозина         | деревня                      | 55        |